# Oecetis persimilis
Oecetis persimilis là một loài Trichoptera trong họ Leptoceridae. Chúng phân bố ở miền Tân bắc.